# Jakob Friedrich Ehrhart

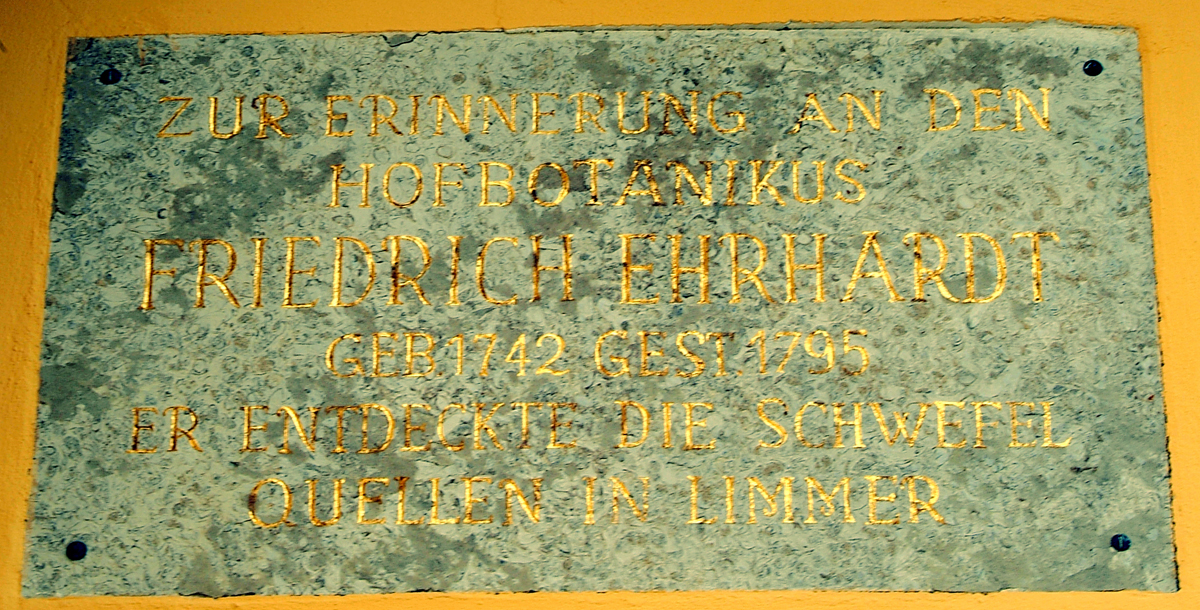
Tablica upamiętniająca Ehrharta na gmachu Bibliothekspavillon przy Berggarten w Hanowerze

Jakob Friedrich Ehrhart (ur. 4 listopada 1742 roku w Holderbank AG, zm. 26 czerwca 1795 roku w Hanowerze) – niemiecki aptekarz i botanik szwajcarskiego pochodzenia.

## Życiorys
Jakob Friedrich Ehrhart urodził się 4 listopada 1742 roku w Holderbank AG w Szwajcarii. Już jako młody chłopiec interesował się botaniką, a jego wiedza zrobiła wrażenie na Albrechcie von Hallerze (1708–1777). Razem z ojcem zajmował się prowadzeniem gospodarstwa rolnego i sadu, lecz po śmierci ojca udał się w 1765 roku na praktykę aptekarską do Norymbergi i został aptekarzem. 
W 1770 roku podjął pracę w aptece u Johanna G. R. Andreae w Hanowerze. Adreae wspierał Ehrharta w rozwijaniu jego pasji botanicznej. Wkrótce Ehrhart wyjechał do Szwecji, gdzie pracował w aptekach w Sztokholmie i Uppsali. Podczas pobytu w Uppsali chodził na zajęcia prowadzone przez Karola Linneusza (1707–1778) oraz jego syna Karola Linneusza Młodszego (1741–1783). Studiował botanikę, zoologię, chemię, mineralogię i systematykę roślin.    
W 1776 roku wrócił do Hanoweru, gdzie zajął się porządkowaniem zielnika Andreae. W 1781 roku wydał pracę młodszego Linneusza Supplementum systematis vegetabilium, generum et specierum plantarum. W latach 1780–1783 podróżował po regionie hanowerskim z urzędowym mandatem badań botanicznych. Następnie został mianowany botanikiem książęcym w ogrodach w Herrenhausen.  
Zmarł 26 czerwca 1795 roku w Hanowerze.

## Działalność naukowa
Jako uczeń Karola Linneusza (1707–1778) zaangażował się w kontynuacje pracy nauczyciela – udoskonalając oznaczenia Linneusza i opisując po raz pierwszy wiele gatunków roślin z rodziny ciborowatych, a także paproci i mszaków. Odkrył i opisał 184 rodzaje roślin. 
Opowiadał się za zmianami w systemie Linneusza – ograniczeniem go do 13 klas pierwszych. Wysunął nowatorskie tezy na temat zapylania roślin przez owady oraz przyrostu wtórnego.  
W służbie Hanoweru, odkrywał i badał różne źródła wody swoistej, m.in. solanki w Badenstedt i źródło siarkowe Limmerbrunnen.     

## Publikacje
Lista publikacji podana za Allgemeine Deutsche Biographie (ADB):
- 1787–1792 Beiträge zur Naturkunde und den damit verbundenen Wissenschaften
- Plantae cryptogamicae, 34 Decc.; Calamariae, Gramina et Tripetaloideae, 14 Decc.; Plantae officinales, 46 Decc.; Herbae, 16 Decc.; Arbores, 16 Decc.

## Upamiętnienie
W 1901 roku imieniem Ehrharta nazwano jedną z ulic w Davenstedt.